# Die Waltons
Die Waltons (Originaltitel: The Waltons) ist eine US-amerikanische Familienserie, die das schwierige Leben einer Großfamilie im ländlichen Amerika hauptsächlich während der Zeit von der Weltwirtschaftskrise bis zum Ende des Zweiten Weltkriegs (1933–1946) beschreibt. Zwischen 1972 und 1981 wurden 221 Folgen in neun Staffeln ausgestrahlt. Der zeitliche Erzählrahmen reicht von Weihnachten 1933 (Pilotfilm) bis zum Jahr 1969. Dabei reichen die bis 1981 gedrehten TV-Staffeln etwa bis zum Jahr 1946, die sechs anschließend produzierten Fernsehfilme decken den späteren Zeitraum ab.
Die Serie lief, mit Ausnahme der letzten beiden Folgen der ersten Staffel und des Pilotfilms, in Deutschland erstmals ab 1975 im ZDF. Es folgten seit Ende der 1980er Jahre Ausstrahlungen bei Sat.1, kabel eins und Sat.1 Gold. Die Serie wurde von Lorimar (unter anderem Dallas) produziert.

## Handlung
Die USA, in den 1930er/40er Jahren: Die Waltons sind eine kinderreiche Baptistenfamilie. Zusammen mit seiner Frau, seinen sieben Kindern und seinen Eltern lebt John Walton in einem großen Haus auf seinem Waldgrundstück in Waltons Mountain in den Blue Ridge Mountains in Virginia. Sowohl der Distrikt Jefferson County als auch Waltons Mountain sind fiktive Schauplätze. Nach Angaben des Autors und Produzenten Earl Hamner jr. basieren jedoch beide auf seiner Heimat (er stammt aus Schuyler, Nelson County, das südlich von Charlottesville in Virginia liegt). Außerdem spielen in der Serie auch viele reale Orte, vor allem in Virginia, eine Rolle.
Die Waltons betreiben ein kleines Sägewerk, auf dem für eine gewisse Zeit auch eine Hypothek lastet. Familienzusammenhalt ist für sie stets wichtiger als Geld. Konflikte ergeben sich zumeist durch äußere Einflüsse: Etwa, wenn ein Familienmitglied das Anwesen verlässt oder ein Fremder „bedrohlichen“ Einfluss gewinnt (was die Familie üblicherweise finanziell in Bedrängnis bringt). Das Familienidyll können aber auch Menschen mit einer anderen Lebensweise gefährden, wie beispielsweise Artisten oder Schauspieler.
Die Geschichten werden aus der Sicht des ältesten Sohnes der Familie, John-Boy Walton geschildert, der Schriftsteller werden will und sich nach dem College diesen Traum erfüllt. Das Leben der Waltons wird von ihm in einem Tagebuch festgehalten. Jede Episode endet damit, dass in dem Haus die Lichter ausgehen und ein kurzer Gute-Nacht-Dialog zwischen Familienmitgliedern geführt wird.

## Figuren

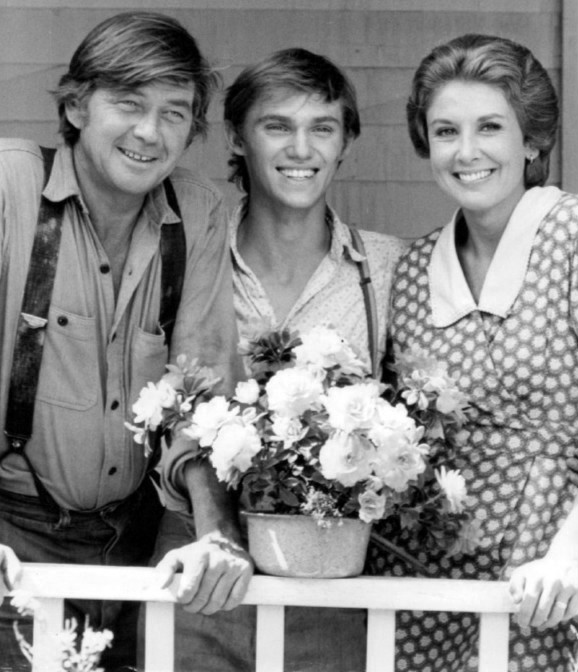
John-Boy mit Vater und Mutter

### John-Boy Walton
John-Boy, gespielt von Richard Thomas und später von Robert Wightman (im Deutschen gesprochen von Hans-Georg Panczak und Andreas Fröhlich), ist die Hauptfigur der Serie. Er führt über sein Leben und das seiner großen Familie Tagebuch. Er ist ein ambitionierter Jung-Schriftsteller und wirkt Mädchen gegenüber eher schüchtern, kann jedoch durchaus großen Mut und auch Durchsetzungsvermögen zeigen. Seine Geschwister liebt er so innig, wie er sich manchmal die Ruhe vor ihnen wünscht.
Er bewundert und liebt seine Eltern, handelt aber öfter auch deren Anordnungen und Wünschen zuwider, um seine eigenen Erfahrungen zu machen. Später besucht er das Boatwright College in Charlottesville und wird Journalist. Als Kriegsberichterstatter kehrt er von einem Sondereinsatz nicht zurück und wird für vermisst erklärt. Zeitweise lebt er in New York City und in London.

### John Walton
John-Boys Vater wird gespielt von Ralph Waite und im Deutschen synchronisiert von Jochen Schröder. Er ist der Eigentümer eines Sägewerks und arbeitet unermüdlich, manchmal bis zum Zusammenbruch, um seine Familie über Wasser zu halten. Er liebt seine Frau wie am ersten Tag, ist manchmal jedoch befremdet, wenn Olivia Anflüge von Emanzipation entwickelt (1. Staffel, Folge: Das Fahrrad), hindert sie aber nicht in dieser Entwicklung. Von seinen Kindern verlangt er Gehorsam und er ahndet Verfehlungen seiner Kinder, der Zeit entsprechend streng, aber gerecht.
Anders als viele Väter der Zeit ist er aber auch zum Dialog mit seinen Kindern fähig und erklärt seine Entscheidungen im Allgemeinen. Es gibt für ihn keinen Grund, die Kinder die Schule versäumen zu lassen, es sei denn, sie sind wirklich krank oder es gibt einen ähnlich wichtigen Grund. Sind seine Kinder in Schwierigkeiten und brauchen seine Hilfe, ist er immer für sie da und stellt sich auch gegen alle Macht vor sie, um sie zu beschützen und ihnen Gerechtigkeit widerfahren zu lassen – was ihn manches Mal in Schwierigkeiten bringt. Er geht nur sehr selten in die Kirche, ist ungetauft, glaubt aber fest an Gott und lebt diesen Glauben in seinem Leben und zusammen mit seiner Familie.

### Olivia Walton
Die Mutter Olivia Walton wird gespielt von Michael Learned. Synchronisiert wird sie von Bettina Schön. Sie ist sozusagen das Gewissen der Familie. In Fragen der Moral ist sie sehr streng, vor allem ist sie strikt gegen jede Form von Alkohol und eine regelmäßige Kirchgängerin. Als Erwachsene (Folge 24) hatte sie es geschafft, die Kinderlähmung zu besiegen. Diese Erfahrung verwendet sie häufig zur Motivation niedergeschlagener Familienmitglieder.
Sie hat ein gutes Herz, liebt ihre Familie und ist ausgesprochen hilfsbereit. Später ist sie ein wenig aus der Familienidylle ausgebrochen, hat einen Malkurs belegt und den Führerschein gemacht. Als Learned aus der Serie ausstieg, wurde die Rolle der Olivia Walton zu einer chronisch kranken Frau umgeschrieben, die dauerhaft in einem Sanatorium lebt. Dadurch konnte sie später bei Reunion-Specials der Serie wieder auftreten.

### Samuel Walton (Zebulon Walton)
Will Geer spielt John-Boys Großvater. Im Deutschen spricht ihn Heinz Theo Branding. Er arbeitet im Sägewerk mit und mag das Fischen und Jagen. Besonders gerne geht er den Baldwin-Schwestern zur Hand, da er von ihnen zur Belohnung seiner Arbeit etwas von deren Vaters „Rezept“ (selbstgebrannter Whiskey) bekommt. Im Original heißt er Zebulon „Zeb“ Walton, in der deutschen Version wurde es in Sam(uel) geändert, da wohl die Synchronredaktion der Meinung war, dass Zeb zu sehr nach dem klischeehaften „Sepp“ klinge. Er ist ein reizender alter Mann und ein Großvater von der Art, wie ihn sich Kinder wünschen.
Wie seinen Enkeln gegenüber ist er auch seinem Sohn eine stete Stütze und ein Freund, wenngleich er diesem mit der Leitung der Sägemühle auch die Rolle des Familienoberhauptes übertragen hat und sich vielfach zurücknimmt. Zeb Walton ist äußerst heimat- und naturverbunden, das ging von Will Geers echten Vorlieben in die Rolle ein. Er liebt seine Frau Esther sehr, die nicht selten pikiert auf seine meist humorvoll vorgetragenen Avancen reagiert. Will Geers Tod 1978 folgt der Serientod Sam Waltons im Sommer 1941, der von seiner Familie sehr betrauert wird.

### Esther Walton
Ellen Corby spielt Sams Frau. Sie wird im Deutschen von Ursula Krieg und Sigrid Lagemann synchronisiert. Sie ist genauso sittenstreng und fleißig wie ihre Schwiegertochter Olivia und ist meist grantig. Unter der rauen Schale findet sich jedoch ein weicher Kern. Zu ihrem Mann hat sie ein überaus inniges Verhältnis, wenngleich sie ihre Gefühle anders als dieser nicht so leicht offen zeigen kann.
Über neumodische Entwicklungen oder die Ideen der Enkel kann sie häufig nur den Kopf schütteln. Esther Walton ist mit Abstand die konservativste Person der Walton-Familie. Ellen Corby hatte 1977 einen Schlaganfall, der ihr Sprachzentrum beeinträchtigte. Dies wurde für ihre Rolle übernommen. Sie spielt dann noch in einer einzigen Folge mit Will Geer zusammen, bevor dieser stirbt.

### Jason Walton
John-Boys jüngerer Bruder Jason wird gespielt von Jon Walmsley und im Deutschen gesprochen von Ulrich Matthes und Timmo Niesner. Er ist mit Leib und Seele Musiker, war auf dem Konservatorium und spielt zum Leidwesen seiner Mutter für einige Zeit in einem „verrufenen“ Lokal. Nach dem Weggang von John-Boy übernimmt er dessen Funktion als ältester Sohn.

### Mary-Ellen Walton Willard
Mary-Ellen, gespielt von Judy Norton-Taylor (deutsche Synchronstimmen: Ina Patzlaff/Ina Martin und Marina Genschow), ist die älteste Tochter. Sie hat einen Hang zur Unabhängigkeit und bringt sich immer wieder in Schwierigkeiten. Sie ist das erste Walton-Kind, das heiratet, nämlich Dr. med. Curtis „Curt“ Willard (Tom Bower). Sie arbeitet als Krankenschwester.
Später studiert sie selbst auch Medizin. Lange Zeit dachte die Familie, Curtis sei 1941 beim Angriff auf Pearl Harbor ums Leben gekommen, doch er traut sich nicht mehr nach Hause, weil er Angst hat, er könnte Mary-Ellen mit seiner Kriegsbeschädigung verletzen. Curtis und Mary-Ellen haben einen Sohn, John Curtis Willard (Marshall/Michael Reed, später David Friedman).

### Benjamin Walton
Ben, gespielt von Eric Scott und im Deutschen gesprochen von Torsten Sense und Simon Jäger, ist der dritte Sohn von Olivia und John. Er weiß nicht so recht, wohin er gehört. Er ist handwerklich begabt, hat Unternehmergeist und übernimmt später (in den Nachfolgefilmen zur Serie) die Sägemühle, da seine beiden älteren Brüder eine andere Karriere machen. Er ist der Zweite in der Familie, der heiratet, und zwar Cindy (Leslie Winston), die in der Hochzeitsfolge Unterstützung von Großmutter Esther bekommt, um sich gegen ihren Mann durchzusetzen. Cindy und Ben Walton bekommen eine Tochter namens Virginia.

### Erin Walton
Erin Walton, gespielt von Mary Elizabeth McDonough und ins Deutsche synchronisiert von Madeleine Stolze und Bianca Krahl, ist die zweite Tochter. Sie ist zurückhaltender als Mary-Ellen und versucht, diese manchmal von unüberlegten Handlungen abzubringen. Sie arbeitet nach der Schulzeit zunächst als örtliche Telefonistin, später als Produktionsleiterin in einem kriegswichtigen Betrieb. Von allen Frauen der Familie ist sie die Emanzipierteste und Selbstständigste. Im Zweiten Weltkrieg wird ein Foto von ihr in knappen Shorts zu einem Pin-Up-Bild bei Soldaten, was vor allem ihre Mutter nicht gutheißt. Sie verliebt sich in einen der Soldaten, der jedoch im Krieg ums Leben kommt.

### Jim-Bob Walton
Der jüngste Sohn James-Robert, genannt Jim-Bob, wird gespielt von David W. Harper. Seine deutschen Synchronsprecher sind Bernd Martin, Stefan Krause und Julien Haggége. Er ist eher still, aber handwerklich sehr begabt. Er baut sich selbst ein Auto und wird später Flugzeugmechaniker. Jim-Bob ist der einzige Walton, der einen Zwillingsbruder hatte, der jedoch bei der Geburt starb. Dies bekommt er bzw. die jüngeren Kinder aber nur durch Zufall heraus. 

### Elizabeth Walton
Die jüngste Schwester wird gespielt von Kami Cotler und im Deutschen gesprochen von Katrin Fröhlich und Maxi Deutsch und gehorcht ihren Eltern nicht immer, was sie manchmal in Schwierigkeiten bringt. So steigt sie einmal auf einen Stapel Baumstämme, der ins Rutschen kommt und sie teilweise unter sich begräbt. Und bereits in der ersten Folge schließt sie sich versehentlich in einer Kiste ein.

### Ike Godsey
Ike Godsey, gespielt von Joe Conley (synchronisiert ins Deutsche von Gerd Duwner und Klaus Jepsen), ist der Krämer und Posthalter am Ort. Er ist sozusagen die örtliche Nachrichtenbörse, ein wenig neugierig und ein Freund der Walton-Familie. Er heiratet eines Tages Cousine Corabeth Walton. Er kommt in große Schwierigkeiten, als er auf Kredit einen großen Posten Kühlschränke kauft, die sich aber als nicht funktionstüchtig erweisen. Selbstverständlich helfen ihm die Waltons aus der Patsche.

### Corabeth Walton Godsey
Corabeth, gespielt von Ronnie Claire Edwards und im Deutschen gesprochen von Barbara Adolph, ist eine Cousine von John Walton. Ihr steht immer wieder der Sinn nach höheren Werten. Trotzdem verliebt sie sich in den einfachen Kramladenbesitzer Ike Godsey und heiratet ihn auch. Sie macht häufig Sinnkrisen durch und wird schließlich für eine Weile Alkoholikerin. Später adoptiert sie ein Mädchen, Aimee Louise.

### Die Baldwin-Schwestern
Miss Mamie Baldwin, gespielt von Helen Kleeb und ins Deutsche synchronisiert u. a. von Tilly Lauenstein, und Miss Emily Baldwin, gespielt von Mary Jackson und synchronisiert von Gudrun Genest, sind zwei ältere Damen, die eine „Medizin“ nach dem Rezept ihres verstorbenen Vaters, der Richter von Beruf war, herstellen, mit einer von ihm selbstgebastelten Maschine. Tatsächlich handelt es sich dabei um einen besonders guten Whiskey, was jeder in der Gegend weiß, außer angeblich den beiden Damen selbst.
Die eher einfältige und verträumte Miss Emily weint immer noch ihrem Liebsten Ashley Longworth nach, der von ihrem Vater aus dem Haus geworfen worden war, als sie noch ein Mädchen war. Miss Mamie ist eine eher resolute Frau, die das Sagen bei beiden manchmal etwas naiven Schwestern hat. Während vor allem Mutter und Großmutter Walton zunächst noch sehr zurückhaltend den Schwestern gegenüber sind, entwickelt sich im Laufe der Serie eine Freundschaft zur gesamten Familie, wobei Hilfe und Gegenhilfe häufig sind.

### Weitere Figuren
Weitere Figuren sind unter anderem Flossie Brimmer (Nora Marlowe), die deutschstämmige Pensionsbesitzerin, Maude Gormley (Merie Earle), eine alte Frau, die gern singt, Vögel füttert und ein Talent für Malerei entwickelt, der schmuddelige Yancy Tucker (Robert Donner), die Lehrerin Rosemary Hunter (Mariclare Costello), die später Reverend Matthew Fordwick (John Ritter) heiratet und John-Boy aufs College vorbereitet, Sheriff Ep Bridges (John Crawford) und Verdie Grant Foster (Lynn Hamilton), eine Schwarze, die mit Rassismus zu kämpfen hat, und die erst als Erwachsene mit Hilfe von John-Boy Lesen und Schreiben lernt.

## Entstehung und Produktion
Die Grundidee der ansonsten fiktiven Serie basiert auf den Jugenderinnerungen des Produzenten Earl Hamner jr. Den Ich-Erzähler aus dem Off, der sich an die Vergangenheit erinnernde John-Boy Walton am Anfang und Ende jeder Episode, sprach er in der Originalfassung selbst (in der deutschen Fassung gesprochen von Claus Biederstaedt). Vorab hatte er den Stoff schon als Buch herausgebracht und 1963 unter dem gleichen Titel Spencer’s Mountain (deutsch: Sommer der Erwartung) für das Kino produziert.
Die Rolle der Großmutter Esther Walton wurde aus der Serie herausgeschrieben, nachdem Darstellerin Ellen Corby einen Schlaganfall erlitten hatte. Als sie sich davon erholt hatte, konnte sie wieder an der Serie teilnehmen. Der Darsteller des Großvaters Samuel Walton, Will Geer, starb nach Beendigung der letzten Folge der sechsten Staffel (1977–1978), seine Serienfigur ließ man daraufhin ebenfalls sterben. Richard Thomas verließ die Serie nach der letzten Folge der fünften Staffel (1976/1977), da er sich zu sehr als John-Boy festgelegt sah, und erschien nur ein paar Mal als Gast in den nachfolgenden Sendungen. Er wurde später in dieser Rolle durch Robert Wightman (1979–1981) ersetzt. In den nachfolgenden Fernsehfilmen übernahm er allerdings wieder seine Rolle als John-Boy.
Auch Michael Learned verließ die Serie 1978, indem man Olivia Walton wegen einer Tuberkuloseerkrankung in ein Sanatorium umziehen ließ. Für Gastauftritte zu Beginn der achten Staffel und die späteren Nachfolgefilme stellte sich Learned allerdings wieder zur Verfügung. Ralph Waite sowie Michael Learned hatten während der Produktionszeit starke Probleme mit dem Alkohol. Learned erklärte Jahre später, dass Die Waltons ihr geholfen hatten, von ihrer Sucht wegzukommen.
Waltons Mountain wurde auf dem Hintergelände der Warner Brothers Studios in Burbank angelegt. Das Haus wurde später auch als Außenkulisse des Dragonfly Inn in der Fernsehserie Gilmore Girls (2000–2007) verwendet; es wurde im Januar 2016 abgerissen und durch ein neues Gebäude ersetzt.
Die Titelmusik stammt vom Filmkomponisten Jerry Goldsmith.

## Veröffentlichung
Die Serie wurde vom 14. September 1972 bis zum 4. Juni 1981 durch CBS erstmals in den USA ausgestrahlt. Es entstanden insgesamt 221 Folgen in neun Staffeln unterteilt und weitere sieben Fernsehfilme.
In der deutschen Version des ZDF wurden die Episoden um je circa zwei Minuten gekürzt, um die Folgen für das Zeitschema des ZDF anzupassen. Als die Serie ins Privatfernsehen kam, wurden weitere Minuten sowie der Abspann weggeschnitten. Auf DVD – die erste Staffel erschien 2004 – wurden die fehlenden Stücke dann wieder eingefügt; die Szenen, die nie synchronisiert worden waren, wurden im Original belassen und mit Untertiteln versehen. In Deutschland sind alle neun Staffeln auf DVD erschienen.

## Rezeption
Die Figur des Vaters John Walton Sr. kam in einer Abstimmung einer amerikanischen Fernsehzeitschrift am 20. Juni 2004 auf Platz 3 bei den 50 besten Fernsehvätern aller Zeiten.
Berühmt wurde auch die Bemerkung von US-Präsident George Bush, man brauche eine Nation, die mehr wie die Waltons und weniger wie die Simpsons sei. Für eine Wiederholung der Simpsons-Episode Stark Raving Dad entstand daraufhin eine kurze Sequenz, in der die Simpsons das Zitat von Bush sehen und Bart darauf reagiert mit „Hey, we're just like the Waltons. We're prayin' for an end to the Depression, too.“
Ab 2005 liefen im Radioprogramm von WDR 2 Sketche mit Anklängen an die Waltons. Diese Sketche persiflieren die Armut unter den Gesetzen von Hartz IV in Anwendung auf eine Großfamilie.
Die Art, wie jede Episode endet – man sieht im Dunkeln die Fensterfront des Hauses und hört das „Gute-Nacht-Sagen“ einzelner Familienmitglieder –, wurde mehrfach zitiert und parodiert, beispielsweise in Freitag Nacht News bei RTL oder bei Switch auf ProSieben oder wie bei den Ludolfs am Ende jeder Episode. Auch in der Musik finden sich Anspielungen auf das Episodenende, z. B. im Stück Michi Beck in Hell auf dem Album 4:99 der Fantastischen Vier.
Die schottische Schriftstellerin Ali Smith verarbeitete ihre Kindheitserinnerungen an die Serie literarisch:

„Es hatte so sein sollen, wie es in den vielen amerikanischen Fernsehserien ist, in denen die Waltons ihr Sägewerk gleich vor der Haustür hatten und die Mädchen heirateten und die Jungen im Sägewerk arbeiteten oder in den Krieg zogen oder aus dem Krieg heimkehrten, und der Älteste wurde, als er erwachsen wurde, Off-Kommentator und erstattete feierlich Bericht über ihr Leben auf Walton's Mountain, dem nach ihrer Familie benannten Berg, und Laura und ihre Schwester Mary und Ma und Pa errichteten mit bloßen Händen und der Tugend ihrer Familie eine ganze Stadt, und alle gingen in die Kirche, bei deren Bau sie mitgeholfen hatten, und zwar jede Woche.“

## Sonstiges
- Die deutsche Cow-Punk-Band The Waltons benannte sich nach der Serie.